# Heugh
Heugh är en ort i civil parish Stamfordham, i grevskapet Northumberland i England. Orten är belägen 17 km från Morpeth. Heugh var en civil parish 1866–1955 när det uppgick i Stamfordham. Civil parish hade 333 invånare år 1951.